# Davi (ur. marzec 1984)
Davi José Silva do Nascimento (ur. 10 marca 1984) – brazylijski piłkarz występujący na pozycji napastnika.

## Kariera piłkarska
Od 2003 roku występował w Ipitanga da Bahia, Vitória, CSA, Consadole Sapporo, Nagoya Grampus, Umm-Salal, Beijing Guo’an, Ventforet Kofu, Kashima Antlers i Matsumoto Yamaga FC.